# Урочище «Колодно № 2»
Уро́чище «Коло́дно № 2» — ботанічний заказник місцевого значення в Україні. Розташований на північ від села Чорний Ліс Тернопільського району Тернопільської області, в межах лісового урочища «Чорний ліс». 
Площа — 27,9 га. Створені відповідно до рішення Тернопільської обласної ради від 18 березня 1994 року. Перебуває у віданні ДП «Кременецьке лісове господарство» (Вишнівецьке лісництво, кв. 54, вид. 1-6). 
Під охороною — ділянка лісового урочища «Чорний ліс», у межах якої зростає цибуля ведмежа, занесена до Червоної книги України.